# Gottlieb Joseph von Manteuffel

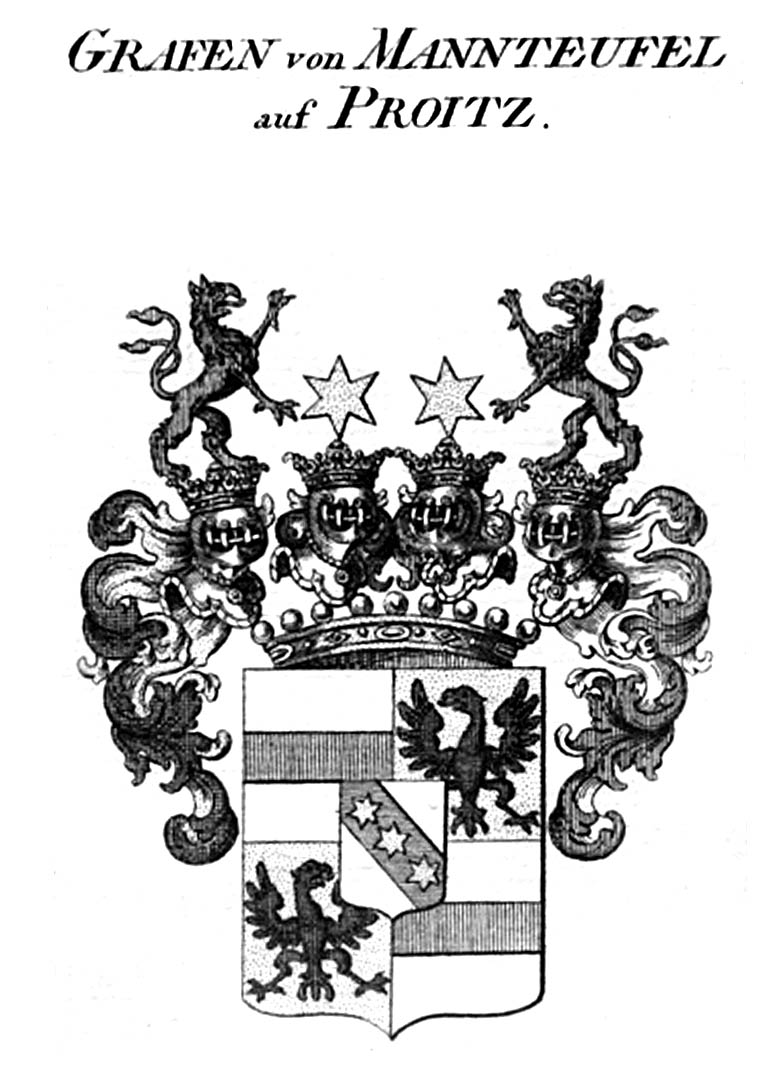
Wappen des Gottlieb Joseph v. Manteuffel

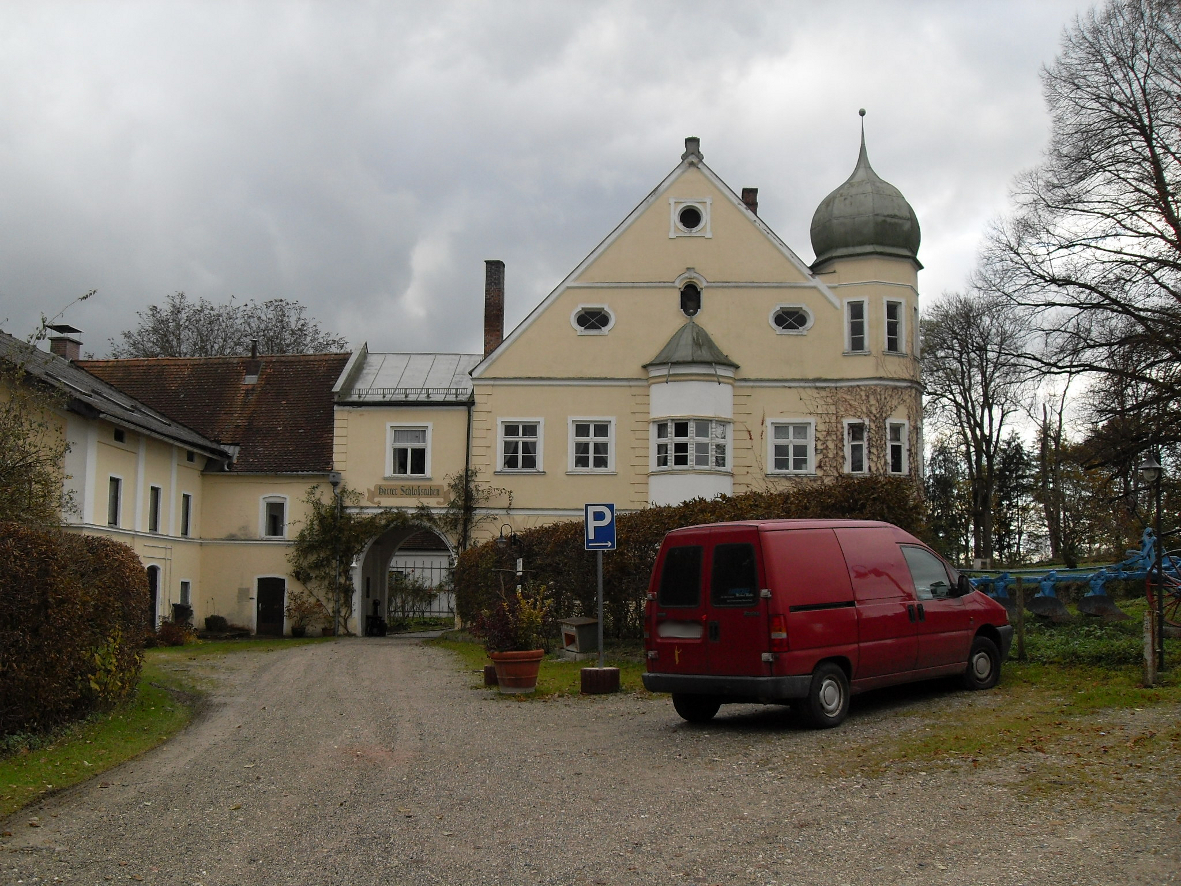
Schloss Hart (Edling)

Gottlieb Joseph Maria Johannes Nepomuk von Manteuffel (* 2. November 1736 auf Schloss Hart (Edling); † 8. März 1822) war kurfürstlich pfalzbayerischer Kämmerer und kurbayerischer Oberstleutnant.

## Leben
Gottlieb Joseph Freiherr Manteuffel stammte aus der hinterpommerschen Adelsfamilie Manteuffel. Er war der älteste Sohn des Joseph Marie Clemens Kaspar Melchior Balthasar Freiherr Manteuffel († 1750 auf Schloss Hart in Edling), kurfürstlich bayerischer Oberstleutnant der Kavallerie und kurbayerischer Kämmerer, und der Maria Anna Josepha Francisca Gräfin Cessanne et Colle. Kurz nach seiner Geburt wurde er zusammen mit seinen Eltern 1737 in die weltliche Bruderschaft der Benediktiner im nahen Kloster Attel aufgenommen. Als sein Vater 1750 starb, war er erst 14 Jahre alt und noch Page bei Kurfürst Maximilian Joseph von Bayern. Ebenso erbte er Schloss Haart im heutigen Edling, das er bis 1783 in Besitz hatte. Zehn Jahre später war er Lieutenant im General Graf Holsteinischen Regiment, wo er im Siebenjährigen Krieg drei Campagnen mit Auszeichnung und Avancement erhielt. 1783 verkaufte er Schloss Hart und lebte fortan auf Schloss Brandstätt, in dessen Besitz er sich ebenfalls bis 1822 befand. 1790 wurde er als Oberst-Lieutenant a. D. bayerischer Kämmerer. Im selben Jahr (am 25. August) wurde er von Kurfürsten Karl Theodor von der Pfalz und Bayern – während dessen Zeit als Reichsvikar – als Graf von Manteuffel auf Proitz (Broitz/Hinterpommern) in den erblichen Reichsgrafenstand erhoben. 1810 wurde seine Familie in die bayerischen Adelsmatrikeln eingetragen. Laut Grafendiplom führt er das Allianzwappen aus dem Manteuffel'schen Wappen und dem Wappen der Freiherren Fedrigazzi.

## Wappen
Schild graviert, mit Mittelschilde. Im silbernen Mittelschilde ein schrägrechter, blauer Balken, belegt mit drei goldenen Sternen. 1. und 4. Feld in Silber ein roter Querbalken: Stammwappen der Manteuffel. In 2 und 3 in Gold ein schwarzer einwärtsgekehrter Adler.

## Familie
Gottlieb Joseph von Manteuffel vermählte sich mit Maria Helena von Fedrigazzi (* 1730, † 1813), Tochter des Leopoldo Fedrigazzi Barone di Nomi e Castel Telvana und der Josepha geb. Gräfin Dannenberg. Aus der Ehe gingen die nachfolgenden Kinder hervor:
1. Maria Anna Aloisia Freiin Manteuffel (~ 15. Oktober 1765 auf Schloss Hart in Edling).
2. Maximilian Johann Adam Franz Xaver Florian Pius Freiherr Manteuffel (* 11. Juli 1767 auf Schloß Hart in Edling).